# جون غوردون (موسيقي)
جون غوردون (بالإنجليزية: John Gordon)‏ هو موسيقي جامايكي، ولد في 30 مايو 1939 في نيويورك في الولايات المتحدة، وتوفي في 2003.

## وصلات خارجية
- جون غوردون على موقع ميوزك برينز (الإنجليزية)
- جون غوردون على موقع أول ميوزيك (الإنجليزية)
- جون غوردون على موقع أول ميوزيك (الإنجليزية)
- جون غوردون على موقع ديسكوغز (الإنجليزية)